# Dolomedes lizturnerae
Espèce
Dolomedes lizturnerae est une espèce d'araignées aranéomorphes de la famille des Dolomedidae.

## Distribution
Cette espèce est endémique de Tasmanie en Australie.

## Description
La carapace du mâle holotype mesure 5,76 mm de long sur 4,88 mm et l'abdomen 4,32 mm de long sur 3,40 mm et la carapace de la femelle paratype mesure 7,17 mm de long sur 5,83 mm et l'abdomen 6,67 mm de long sur 3,17 mm.

## Systématique et taxinomie
Cette espèce a été décrite par Raven et Hebron en 2018.

## Étymologie
Cette espèce est nommée en l'honneur d'Elizabeth Turner.

## Publication originale
- Raven & Hebron, 2018 : « A review of the water spider family Pisauridae in Australia and New Caledonia with descriptions of four new genera and 23 new species. » Memoirs of the Queensland Museum, Nature, vol. 60, p. 233-381 (texte intégral).